# Foesum
Foesum est un groupe de hip-hop américain, originaire de Long Beach, en Californie. Le groupe publie son premier album, Perfection, en avril 1996.

## Biographie
En 1986, DJ Glaze et M&Msta forment un groupe qu'ils nomment initialement Perfection. Pendant les trois années qui suivent, la formation anime des soirées dans des écoles ou des mariages. À partir de 1989, Perfection recrute près d'une douzaine de membres, mais des divergences ont raison du groupe. En 1991, les membres restants, DJ Glaze, M&Msta, T-Dubb et Wayniac, font la connaissance de Suge Knight, futur cofondateur avec Dr. Dre du label Death Row Records, et de Big Wes qui possède son propre label, Lockdown Records. Ce dernier s'intéresse au groupe et après quelques mois, Perfection devient Foesum. La formation enregistre alors un album chez Solar Records qui ne sortira jamais. À la suite de problèmes avec la maison de disques, Foesum reste inactif pendant presque une année. En 1992, Wayniac est approché par Warren G qui cherche de l'aide pour l'écriture de son album Regulate... G Funk Era. Finalement, Wayniac quitte le groupe et s'associe avec son frère Trip Locc pour former le duo Twinz.
La carrière du groupe prend un tournant en 1994 lorsqu'une rencontre avec Eazy E lui permet de passer sur les ondes de Hot 92.3, une radio de Los Angeles, puis de signer un contrat chez Tommy Boy. Un premier single, Lil Somethin' Somethin', est publié pendant l'été 1995 et le premier album du groupe, Perfection, en avril 1996,.
Foesum publie un deuxième album, The Lost Tapez, le 17 novembre 2004. Suivront The Foefathers le 8 mars 2005, U Heard of Us le 16 novembre 2005, The G-Mixes le 13 novembre 2006, et Loyalty and Respect en 2010. En juin 2013, Foesum confirme la sortie prochaine de leur nouvel album, G Funk Shun avec leur single House Party. G Funk Shun, produit par le français DJ AK sur le label Gangsta Zone Records, est publié le 5 août 2014.

## Discographie

### Albums studio
- 1996 : Perfection
- 2002 : The Foefathers
- 2004 : The Lost Tapez
- 2005 : U Heard of Us
- 2006 : The G-Mixes
- 2010 : Loyalty and Respect
- 2014 : G Funk Shun
- 2014 : Cali Life
- 2016 : What Légende Are Made Of
- 2024 : International Collaborations

### EP
- 2012 : Futuristic G'z (EP)

### Compilations
- 2004 : The Greatest Hits Volume One
- 2011 : The Greatest Hits Volume Two
- 2014 :  The Greatest Hits Volume 3